# 3477 Kazbegi
3477 Kazbegi је астероид главног астероидног појаса са средњом удаљеношћу од Сунца која износи 2,345 астрономских јединица (АЈ).
Апсолутна магнитуда астероида је 13,2.